# جورج فرانسیس (بازیکن فوتبال)
جورج فرانسیس (انگلیسی: George Francis; ۴ فوریهٔ ۱۹۳۴ – ۲۲ اکتبر ۲۰۱۴) بازیکن فوتبال اهل بریتانیا بود.
از باشگاه‌هایی که در آن بازی کرده‌است می‌توان به باشگاه فوتبال هیلینگدون بورو، باشگاه فوتبال کویینز پارک رنجرز، باشگاه فوتبال گیلینگام، باشگاه فوتبال استیونج، و باشگاه فوتبال برنتفورد اشاره کرد.